# Shkëlzen Kelmendi
Shkëlzen Kelmendi (Durazzo, 14 gennaio 1985) è un ex calciatore albanese, di ruolo centrocampista o difensore.